# Skogbyträsket
Skogbyträsket är en sjö i Hangö stad i Finland.   Den ligger i landskapet Nyland, i den södra delen av landet, 100 km väster om huvudstaden Helsingfors. Skogbyträsket ligger 22 meter över havet. I omgivningarna runt Skogbyträsket växer i huvudsak barrskog. Arean är 21 hektar och strandlinjen är 4,15 kilometer lång. Sjön  ingår i Skärgårdshavets kustområde, Åland. 